# Vladari Aragona
Ovo je popis svih aragonskih vladara do ujedinjenja s Kastilijom, brakom Katoličkih vladara, Ferdinanda II. Aragonskog i Izabele I. Kastiljske. Kraljevina Aragonija obuhvaćala je današnju autonomnu pokrajinu Aragoniju. Aragonski kraljevi iz barcelonske dinastije također su vladali Katalonijom, Valencijom, Mallorcom, Sicilijom, Sardinijom i nekim dijelovima današnje južne Francuske uključujući i grad Montpellier. Ta područja bila su objedinjena pod zajednički naziv - kruna Aragonije, za razliku od kraljevine Aragonije koja se odnosi na samu današnju Aragoniju.

## Prvi grofovi
- ???–809.: Aureolo Aragonski
- 809.–820.: Aznar I. Galíndez
- 820.–833.: García I. Galíndez
- 833.–844.: Galindo Garcés
- 844.–867.: Galindo I. Aznárez, sin Aznara I.
- 867.–893.: Aznar II. Galíndez, sin Galinda I.
- 893.–922.: Galindo II. Aznárez, sin Aznara II.
- 922.–925.: Andregoto Galíndez (udata za Garcíju Sáncheza I.)

## Grofovi Aragonije i kraljevi Navare
- 970.–994. Sančo II. od Pamplone
- 994.–1000. García Sánchez II. od Pamplone
- 1000.–1035. Sančo III. Navarski

## Kraljevi Aragonije i Navare
- 1035.–1063. Ramiro I. Aragonski
- 1063.–1094. Sančo Ramírez (V. Navarski)
- 1094.–1104. Petar I. Aragonski i Navarski
- 1104.–1134. Alfonso I. Aragonski i Navarski "Borac"
- 1134.–1137. Ramiro II. Aragonski
- 1137.–1162. Petronilla od Aragona

## Dinastija Barcelone
- 1162.–1196. Alfons II. Aragonski (I. od Barcelone) "Čestiti"
- 1196.–1213. Petar II. Katolički (I. od Barcelone)
- 1213.–1276. Jakov I. Aragonski Osvajač
- 1276.–1285. Petar III. Aragonski (I. od Valencije, II. od Barcelone) Veliki
- 1285.–1291. Alfons III. Aragonski (I. od Valencije, II. od Barcelone)
- 1291.–1327. Jakov II. Aragonski Pravedni
- 1327.–1336. Alfons IV. Aragonski (II. od Valencije, III. od Barcelone) Dobri
- 1336.–1387. Petar IV. Aragonski (II. od Valencije, III. od Barcelone) Svečani
- 1387.–1396. Ivan I. Aragonski Lovac
- 1396.–1410. Martin I. Aragonski, Humanist → posljednji izravni potomak Vilfreda I. Dlakavog prvog grofa od Barcelone. Kako je bilo više kandidata za prijestolje jer on nije imao svog nasljednika on je bio određen Sporazumom iz Kaspe.

## Dinastija Trastamara
- 1412.–1416. Ferdinand I. Aragonski
- 1416.–1458. Alfons V. Aragonski (III. od Valencije, IV. od Barcelone) "Velikodušni"
- 1458.–1479. Ivan II. Aragonski
- 1479.–1516. Ferdinand II. Aragonski (III. Napuljski, V. Kastilijski) poznat kao "Katolički", oženjen za Izabelu I. Kastilijsku

| Popis kršćanskih kraljevina na Pirenejskom poluotoku od Rekonkviste do danas |                     |                     |                 |                      |                   |                      |                     |                     |                     |
| Portugal                                                                     | Španjolska          | Španjolska          | Španjolska      | Španjolska           | Španjolska        | Španjolska           | Španjolska          | Španjolska          | Španjolska          |
| Portugal                                                                     | Kruna Kastilije     | Kruna Kastilije     | Kruna Kastilije | Kruna Kastilije      | Kraljevina Navara | Kruna Aragonije      | Kruna Aragonije     | Kruna Aragonije     | Kruna Aragonije     |
| Portugal                                                                     | Kraljevina Galicija | Kraljevina Asturija | Kraljevina Leon | Kraljevina Kastilija | Kraljevina Navara | Kraljevina Aragonija | Grofovija Barcelona | Kraljevina Valencia | Kraljevina Mallorca |